# Philipp Harpain
Philipp Harpain (* 1966 in Kiel) ist ein deutscher Theaterpädagoge, Projektentwickler und Regisseur. Seit 2016 ist er künstlerischer Leiter und seit 2017 Leiter des Grips-Theaters. Zuvor hatte er bereits 14 Jahre die theaterpädagogische Abteilung des Theaters geleitet.

## Leben
Philipp Harpain wuchs am Rande des Teufelsmoors auf. Schon als Jugendlicher widmete er sich der politischen Straßenmusik und dem Theater. Nach seiner Ausbildung zum Theaterpädagogen in Ulm arbeitete er als Schauspieler und Theaterpädagoge am Landestheater Neustrelitz, im Moks-Theater Bremen und Carrousel-Theater an der Parkaue sowie als Regisseur in der Freien Szene. Seine Themen und Tätigkeitsbereiche sind Stückentwicklung, Rechercheprojekte, Kinder- und Menschenrechte, partizipative Formate und Kampagnentheater. In Produktionen forscht er als Regisseur an der Schnittstelle von Theater & Zirkus sowie an interaktiven Formen des Kinder- und Jugendtheaters.
Harpain gab im Mai 2023 bekannt, dass er die Leitung des Theaters im September 2025 abgeben wird.

## Grips-Theater
Harpain begann seine Tätigkeit am Grips-Theater in der Spielzeit 2001/02 als Theaterpädagoge. In dieser Funktion konzipierte er Workshops und Fortbildungsformate für Schüler, Lehrer und weitere Multiplikatoren. Er entwickelte und inszenierte sogenannte „Mitspielstücke“.

### Theaterleitung
Im Jahr 2016 wurde Harpain künstlerischer Leiter des Theaters. 2017 übernahm er die Intendanz als Nachfolger des Theatergründers Volker Ludwig. Ein zentrales Ziel war für ihn die Fortführung des Theaters als Uraufführungstheater. In enger Zusammenarbeit mit Autoren, Dramaturgen und dem Ensemble entstanden über 40 Neuproduktionen.